# Trzęsienie ziemi w dolinie Czongkemin (1911)
Trzęsienie ziemi w dolinie Czongkemin z 3 stycznia 1911 – trzęsienie ziemi z epicentrum w dolinie rzeki Czongkemin, w ówczesnym Imperium Rosyjskim (dzisiejszym północnym Kirgistanie), wzdłuż strefy uskoku Chon-Kemin-Chilik. Objęło wschodnią część pogranicza Kirgistanu i Kazachstanu i pochłonęło 452 ofiary.
Do trzęsienia o sile 7,7 stopni skali Richtera doszło o 23:25. Wstrząsy wywołały osuwiska i lawiny, a ponad 770 budynków zostało zniszczonych. Fakt, iż mimo dużej siły wstrząsu ofiar ludzkich było stosunkowo mało, wynika z niewielkiego zasiedlenia rejonu epicentrum i z tego, że większość mieszkańców mieszkała w jurtach, których zawalenie nie było tak niebezpieczne jak runięcie murowanych czy drewnianych domów. Większość ofiar zginęła wskutek osuwisk wywołanych przez trzęsienie. 452 osoby zginęły, a 740 osób zostało rannych.
Tak silne trzęsienie ziemi wzbudziło zainteresowanie naukowców i Departament Górniczy w Petersburgu wysłał w ten rejon ekspedycję geologiczną zorganizowaną i kierowaną przez Karola Bohdanowicza, która prowadziła badania naukowe w okresie 12 IV - 28 V 1911. Efektem tych prac były dwie publikacje Bohdanowicza (wstępna autorska z 1911 i zespołowa z 1914)